# Baie de Sodwana

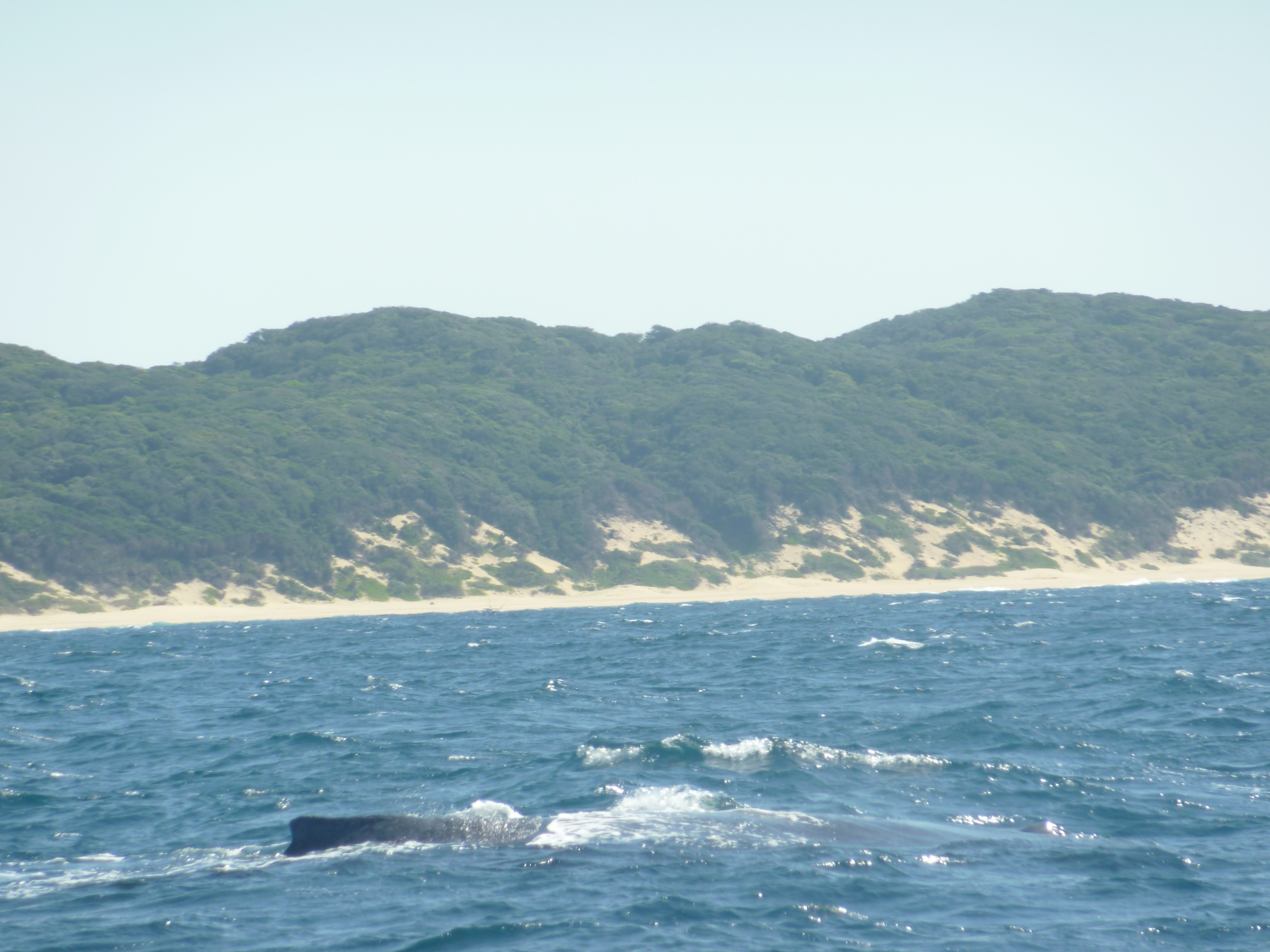
Baleine à bosse au large de la baie de Sodwana

La baie de Sodwana, en anglais Sodwana Bay, est une baie de l'océan Indien formée par le littoral de la province du KwaZulu-Natal, en Afrique du Sud.
Le Parc national de Sodwana Bay  est une étroite bande de dunes de sable boisée située le long de la côte du KwaZulu Natal. Proclamé parc national en 1950, Sodwana, situé dans la réserve marine Maputaland est la seule zone de plongée le long du littoral de "Greater St Lucia Wetlands Park" (renommée aujourd'hui iSimangaliso ). Classé comme l'un des meilleurs sites de plongée dans le monde, ce complexe récifal de 50 km renferme environ 95 espèces de coraux durs et mous, éponges et autres invertébrés, et environ 1 200 espèces de poissons. Il attire 35 000 plongeurs chaque année.
De vastes vallées sous-marines de 700 m de profondeur et des canyons sous-marins, sont éparpillés sur une distance de 2 km. 
C'est dans l'un de ces canyons que, le 27 novembre 2000, le Cœlacanthe a été redécouvert, soit à 800 km au nord-est de sa première découverte en 1938, près de l’embouchure de la Chalumna River.
Dans le numéro de mars 2011 du National Geographic, un court article commente ainsi la redécouverte :

« Le Latimeria chalumnae a été observé dans plusieurs poches autour de l'Océan Indien. Personne ne sait combien il y en a : peut-être aussi peu que 1 000 ou autant que 10 000. En raison de la profondeur de leur habitat, ils ont surtout été photographiés par des submersibles et des véhicules télécommandés. Divers articles préliminaires ont été écrits sur ce poisson en 2000, janvier et février 2010. Une équipe spécialement formée, a plongé pour prendre des photos d'une petite colonie à Sodwana Bay. »

En 2010 le biologiste marin Laurent Ballesta mène une expédition destinée non seulement à photographier en plongée profonde les Latimeria chalumnae mais aussi à effectuer diverses études scientifiques concernant ce poisson.